# Dallas (Oregon)
Pour les articles homonymes, voir Dallas (homonymie).
La ville de Dallas est le siège du comté de Polk, dans l’État de l’Oregon, aux États-Unis. Sa population était en 2000 de 12 459 habitants. D'abord nommée Cynthia Ann  ou Cynthian, la ville fut nommée en l'honneur du vice-président George Mifflin Dallas.
Dallas est située à environ 25 km à l'ouest de Salem, sur les rives de la rivière Rickreall Creek.
Fondée en 1845, la ville dut entièrement être déplacée d'un kilomètre en 1856 à cause du manque d'eau. La ville a été incorporée en 1874. Le premier train relia Dallas à Falls City en 1903.

## Démographie
| Groupe            | Dallas | Oregon | États-Unis |
| ----------------- | ------ | ------ | ---------- |
| Blancs            | 92,6   | 83,7   | 72,4       |
| Métis             | 2,7    | 3,8    | 2,9        |
| Amérindiens       | 2,0    | 1,4    | 0,9        |
| Autres            | 1,6    | 5,3    | 6,2        |
| Asiatiques        | 0,8    | 3,7    | 4,8        |
| Afro-Américains   | 0,2    | 1,8    | 12,6       |
| Océaniens         | 0,1    | 0,4    | 0,2        |
| Total             | 100    | 100    | 100        |
|                   |        |        |            |
| Latino-Américains | 6,0    | 11,8   | 17,37      |

Selon l’American Community Survey, pour la période 2011-2015, 92,77 % de la population âgée de plus de 5 ans déclare parler anglais à la maison, alors que 5,58 % déclare parler l'espagnol, 0,66 % le coréen et 0,99 % une autre langue.